# Orixe
Nikolas Ormaetxea Pellejero, conegut com a Orixe ((Orexa, Guipúscoa, 6 de desembre de 1888 - Añorga, 9 d'agost de 1961) va ser un escriptor basc i acadèmic d'Euskaltzaindia.

## Biografia
Malgrat que va néixer a Orexa, es va criar a la localitat navarresa d'Uitzi (a Larraun). Entre els anys 1923-1931 va residir a Bilbao.
L'any 1927 va publicar l'obra Euskal Literatura´ren Atze edo Edesti Laburra i dos anys més tard Santa Cruz apaiza. El seu primer recull de poesies es va publicar l'any 1934 sota el títol Barne-muinetan i eren poemes de caràcter místic. En canvi els poemes de 1931, apareguts a la revista Euskaldunak, estaven imspirats en l'obra del premi Nobel de Literatura Frederic Mistral. El mateix Orixe va traduir al basc l'obra de Mistral Mireio, Mistral-en Mireio euskeraz (1930).
Abans de la guerra civil de 1936 els companys literaris d'Orixe eren Lauaxeta, Xabier Lizardi i Loramendi. Al principi de la guerra civil Orixe va ser empresonat al castell de San Cristòfol de Pamplona, l'any 1938 es va exiliar a França i d'allí va marxar a l'Argentina, Xile i El Salvador on va seguir escrivint en basc. L'any 1954 retornà al País Basc.

## Obres

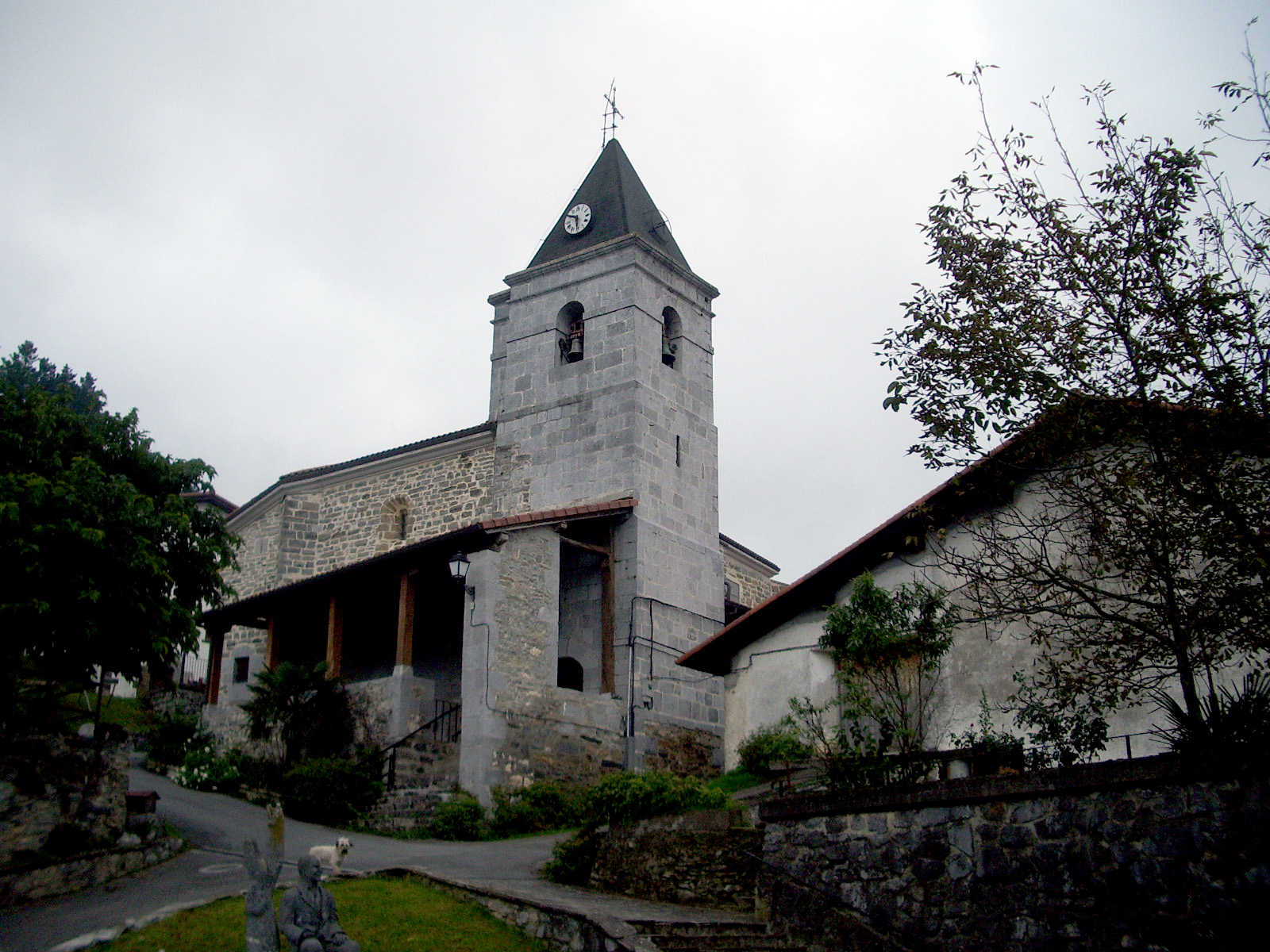
Escultura en homenatge a Orixe davant l'església d'Orexa.

### Novel·les
- Santa Cruz apaiza (El capellà de Santa cruz) 1929, Leizaola)

### Assaigs
- Euskal literaturaren atze edo edesti laburra (Resum de literatura basca d'ahir i avui) (1927, Euskal-Esnalea aldizkaria)
- Jainkoaren billa (La recerca de Déu) (1971, Gero)
- Euskal literaturaren historia laburra (Resum de literatura basca) (2002, Utriusque Vasconiae)

### Poesia
- Eusko Olerkiak (1933, Euskaltzaleak)
- Barne-muinetan (1934, Itxaropena)
- Euskaldunak  (1950, Itxaropena)
- Euskaldunak (poemes complets) (1972, Auñamendi)
- XX. mendeko poesia kaierak - Orixe (2000, Susa): Koldo Izagirreren edizioa

### Literatura infantil i juenil
- Leoi-kumea (El cadell de lleó) 1948, La Photolith)

### Traduccions
- Mireio; Frederic Mistral (1930, Verdes-Atxirika)
- Tormesko itsu-mutilla (El llatzaret de Tormes) (1929, Verdes-Atxirika)

### Divulgació
- Mamutxak (1962, Euskal Herria)

### Memòries
- Quiton arrebarekin (Amb la germana a Quito) (1950-1954, Euzko-Gogoa aldizkaria)

### Reculls
- Idazlan guztiak (Escrits complets) (1991, Etor)
- Orixe hautatua (2002, Hiria)